# Bayerische Ständeversammlung

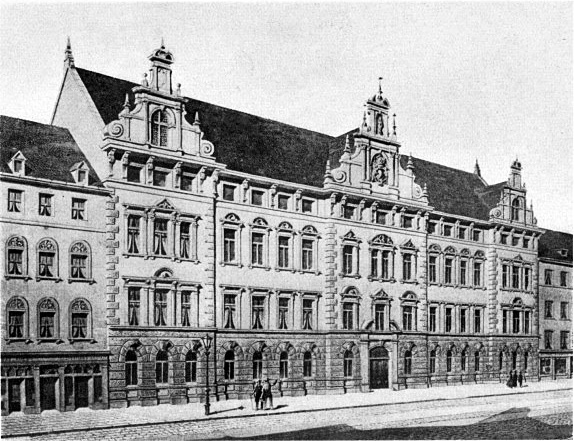
Bayerischer Landtag, München, Prannerstraße (zerstört im Zweiten Weltkrieg), 1884

Die Bayerische Ständeversammlung, ab 1848 Landtag, war das von 1819 bis 1918 bestehende Parlament des Königreichs Bayern und damit der Vorläufer des heutigen Bayerischen Landtags. Sie wurde aufgrund der Verfassung des Königreichs Bayern von 1818 eingerichtet und bestand aus zwei Kammern, der Kammer der Reichsräte und der Kammer der Abgeordneten. König Maximilian I. Joseph eröffnete die erste Ständeversammlung am 4. Februar 1819 in einer gemeinsamen Sitzung beider Kammern feierlich mit einer Thronrede.

## Geschichte

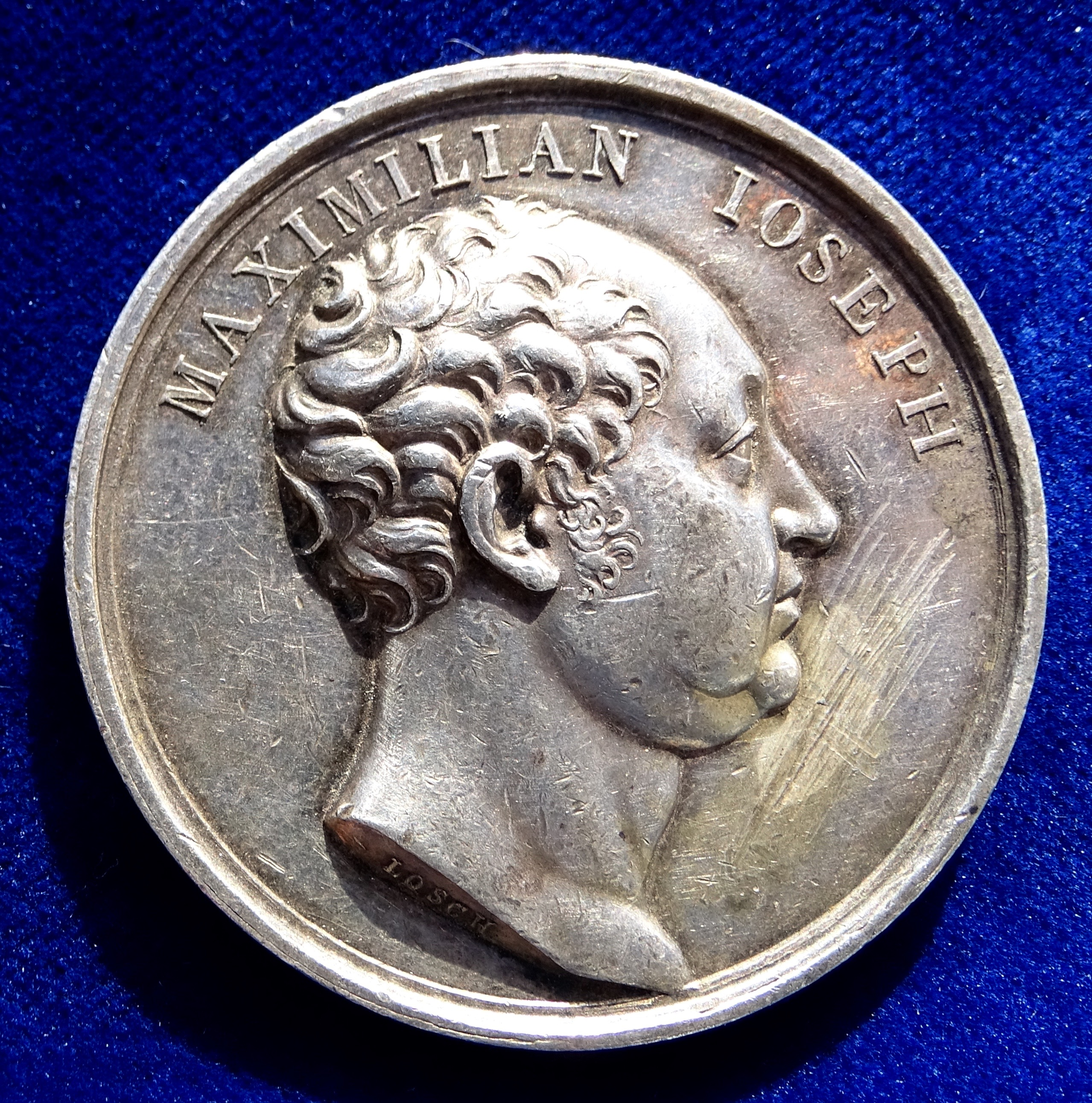
Präsentationsmedaille von 1819 der Ständeversammlung an König Maximilian I Joseph zum 1. Jubiläum der Verfassung von 1818. Vorderseite.

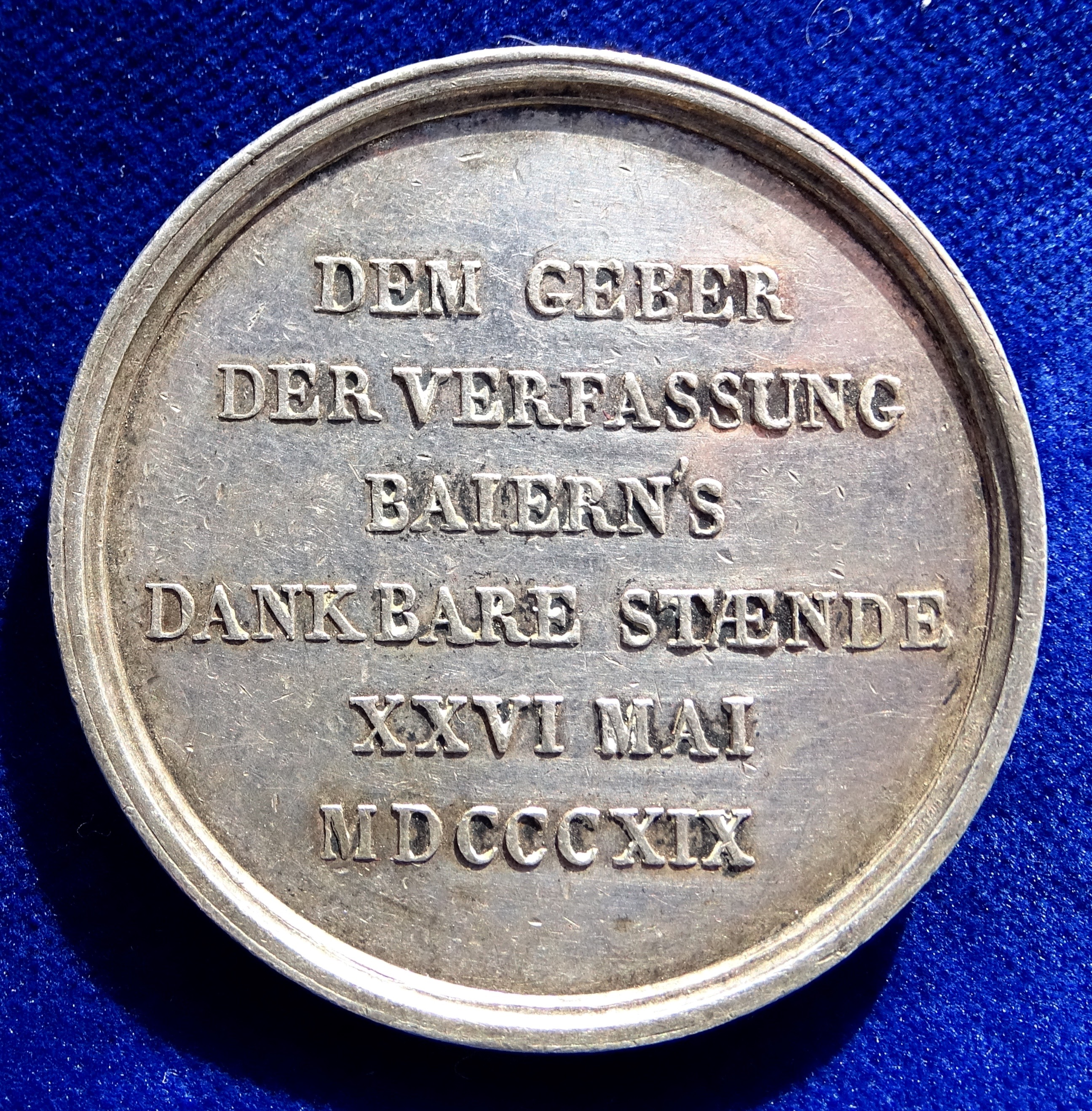
Präsentationsmedaille von 1819 der Ständeversammlung an König Maximilian I Joseph zum 1. Jubiläum der Verfassung von 1818. Rückseite mit Widmung.

Mit der von König Maximilian I. Joseph 1808 erlassenen Konstitution wurden die in den einzelnen Landesteilen zum Teil noch bestehenden Landstände aufgehoben. Für das ganze Reich sollte eine einzige, nicht mehr nach Ständen zusammengesetzte „Nationalrepräsentation“ eingerichtet werden. Diese trat jedoch nie zusammen. Nach der Gründung des deutschen Bundes 1815 kam es in einigen Staaten Deutschlands zu ersten Verfassungen. Artikel 13 der Deutschen Bundesakte verpflichtet die Staaten zu sogenannten landständischen Verfassungen. In Bayern wurde 1818 eine neue Verfassung vom König oktroyiert, die die seit 1808 geltende Konstitution ablöste. Die Verfassung setzte die Vorgabe der Bundesakte (wie in den anderen Ländern) dahingehend um, dass anstelle der „Nationalrepräsentation“ eine bikamerale „Ständeversammlung“ eingerichtet wurde.

## Kammer der Reichsräte
Die Erste Kammer war die Kammer der Reichsräte. Die Mitgliedschaft in ihr war entweder erblich, an staatliche oder kirchliche Ämter gebunden oder vom König auf Lebenszeit verliehen.
Die Kammer bestand gemäß Titel VI § 2 der Verfassung aus:
1. den volljährigen Prinzen des königlichen Hauses;
2. den Kronbeamten des Reiches;
3. den Erzbischöfen von München-Freising und Bamberg;
4. den Häuptern der ehemaligen reichsständischen fürstlichen und gräflichen Familien mit im Königreich gelegenen Herrschaften;
5. einem vom König ernannten Bischof und dem jeweiligen Präsidenten des protestantischen Generalconsistoriums;
6. sowie „denjenigen Personen, welche der König entweder wegen ausgezeichneter dem Staate geleisteter Dienste, oder wegen ihrer Geburt, oder ihres Vermögens zu Mitgliedern dieser Kammer entweder erblich oder lebenslänglich besonders ernennt“.

Die Zahl der „lebenslänglichen“ Reichsräte durfte den dritten Teil der erblichen nicht übersteigen.(§ 4) Zu dieser Regelung wurde am 9. März 1828 ein Gesetz erlassen, das erklärte, wer als erblicher Reichsrat anzusehen war.

## Kammer der Abgeordneten
Die Zweite Kammer war die Kammer der Abgeordneten und bestand aus auf sechs Jahre gewählten Mitgliedern.
Bis 1848 erfolgte die Wahl der Abgeordneten getrennt nach Klassen. Die Kammer setzte sich nach Titel VI § 9 der Verfassung folgendermaßen zusammen:
1. Klasse – die adeligen Grundbesitzer mit gutsherrlicher Gerichtsbarkeit (ein Achtel der Abgeordneten)
2. Klasse – je ein Abgeordneter der drei Universitäten Erlangen, München und Würzburg
3. Klasse – die katholischen und protestantischen Geistlichen (ein Achtel der Abgeordneten)
4. Klasse – die Städte und Märkte mit mehr als 500 Familien (ein Viertel der Abgeordneten)
5. Klasse – die übrigen Grundbesitzer, unabhängig davon, ob sie adelig waren oder nicht (die Hälfte der Abgeordneten)

Für die Zahl der Abgeordneten wurde nach der Zahl der Familien im Königreiche gerechnet und ein Abgeordneter auf 7.000 Familien bestimmt(§ 8). Hinzu kamen die Vertreter der Universitäten.
Durch das Gesetz, die Wahl der Landtags-Abgeordneten betreffend vom 4. Juni 1848 wurde die Bezeichnung der Ständeversammlung de facto in Landtag geändert und die ständische Zusammensetzung abgeschafft. Die Abgeordneten wurden nicht mehr nach Klassen gewählt, sondern in gleicher Wahl von allen männlichen Staatsangehörigen, welche eine direkte Steuer zahlten. Das Gesetz bestimmte einen Abgeordneten auf 31.500 Einwohner. 1906 wurde die Zahl der Einwohner pro Abgeordneten auf 38.000 erhöht.

## Einberufung der Ständeversammlung
Das Recht zur Einberufung der Ständeversammlung hatte allein der König. Er war verpflichtet, diese zumindest alle drei Jahre einzuberufen. Soweit die Ständeversammlung zusammentrat, erfolgte die Einberufung, Eröffnung und Schließung beider Kammern gleichzeitig. Die Dauer der Sitzung durfte in der Regel nicht länger als zwei Monate sein. Der König hatte das Recht die Versammlung zu verlängern, zu vertagen oder aufzulösen. Die Verfassung gab vor, dass alle sechs Jahre Neuwahlen zur Kammer der Abgeordneten stattfinden sollten. Löste der König die Ständeversammlung auf, musste innerhalb von drei Monaten eine Neuwahl der Kammer der Abgeordneten vorgenommen werden.

## Befugnisse

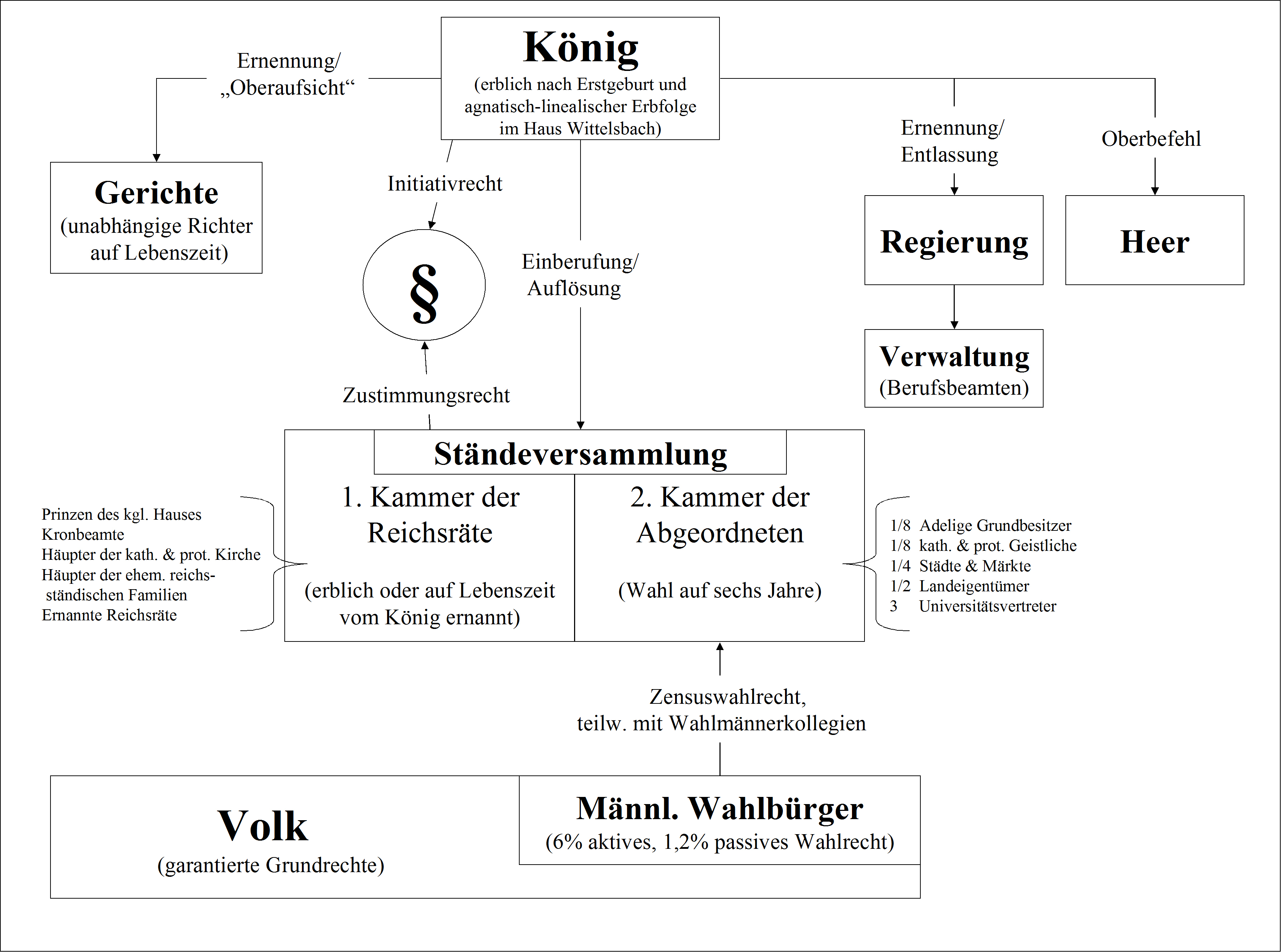
Schematische Darstellung der Verfassung von 1818 mit der Ständeversammlung

Die Befugnisse der Ständeversammlung waren auf den durch die Verfassung vorgegebenen Wirkungskreis beschränkt. Dieser umfasste nach Titel VII ein Zustimmungs- und Änderungsrecht bei Gesetzesvorlagen(§ 2) und Steuerfestsetzungen(§ 3), die Prüfung des Buget(§ 4) sowie die Zustimmung zu neuen Staatsschulden(§ 11). Das Recht zur Gesetzesinitiative lag beim König. Die Versammlung konnte aber aus ihrer Wirkungskreis dazu Wünsche und Anregungen an den König bringen. Für Beschlüsse musste in beiden Kammern beraten werden und eine Mehrheit zustande kommen. Die Kammern waren dabei gleichberechtigt. Als einziges Kontrollrecht hatte die Ständeversammlung das Recht der Beschwerde wegen Verletzung der Verfassung durch die Staatsbehörden und der Anklage königlicher Minister bei Vorsatz. Die Kammern durften mit Ausnahme der königlichen Staatsministerien mit keiner Behörde in Vernehmen treten, noch weniger Adressen an das Volk erlassen.
Die Kompetenzen des Parlamentes wurden sukzessive erweitert. Das Verfassungs-Verständniß vom 14. Juni 1843 stärkte das Budgetbewilligungsrecht der Versammlung, mit dem Gesetz, die ständische Initiative betreffend vom 4. Juni 1848 erhielten beide Kammern das Initiativrecht für Gesetze und das Gesetz, die Verantwortlichkeit der Minister betreffend vom 4. Juni 1848 erweiterte die Ministeranklage auf die Verletzung von Staatsgesetzen. Der aktive Einfluss auf die Regierungsbildung blieb ihm aber bis 1919 verwehrt. Erst 1912 wurde mit Georg von Hertling erstmals ein Vertreter der Mehrheitsfraktion des Bayerischen Zentrums zum Vorsitzenden des Ministerrates berufen.

## Gebäude
Die Ständeversammlung tagte in einem Gebäude, das um das ehemalige Palais des Grafen Seeau (in der Prannerstraße 20) wuchs, letztmals umgebaut und mit neuer Fassade versehen, von Max von Siebert, 1884.